# Aigle (contre-torpilleur)
Pour les articles homonymes, voir Aigle.
L'Aigle est un contre-torpilleur, navire de tête de sa classe, construit pour la Marine nationale française dans les années 1920.

## Carrière
Pendant la Seconde Guerre mondiale, l'Aigle a été engagé à plusieurs reprises dans des opérations de transport de lingots d'or. En novembre 1939, il escorte des navires de la Force Z (le cuirassé Lorraine et deux croiseurs de la classe La Galissonnière) jusqu’à ce qu’ils atteignent l’Atlantique. En mars-avril 1940, l'Aigle assura la couverture et escorta plus tard les navires de la Force X. En outre, l'Aigle était régulièrement mobilisé pour escorter des convois de troupes, se dirigeant des ports d’Afrique du Nord vers Marseille. Sa dernière mission fut sa participation à un raid sur Gênes, dans la nuit du 13 au 14 juin 1940, dans le cadre de l’opération Vado, où il repoussa les attaques des torpilleurs italiens.
Après la capitulation de la France face à l’Allemagne, en juin 1940, l'Aigle a servi dans la marine de Vichy. Il a fait partie des navires de la flotte française sabordés à Toulon, en France, le 27 novembre 1942. Renfloué, il fut coulé une seconde fois à Toulon par des bombardiers de l’United States Army Air Forces le 24 novembre 1943. Son épave a ensuite été sortie de l'eau et mise au rebut.